# Bullenkuhlen
Bullenkuhlen est une commune allemande du Schleswig-Holstein, située dans l'arrondissement de Pinneberg (Kreis Pinneberg), à six kilomètres à l'est de la ville d'Elmshorn. Bullenkuhlen fait partie de l'Amt Rantzau qui regroupe dix communes autour de Barmstedt.